# Junki Koike
Junki Koike (小池 純輝 Koike Junki?, nacido el 11 de mayo de 1987 en Ranzan, Saitama) es un futbolista japonés que se desempeña como centrocampista.

## Trayectoria

### Clubes
| Club             | País  | Año         |
| ---------------- | ----- | ----------- |
| Urawa Reds       | Japón | 2006 - 2008 |
| Thespa Kusatsu   | Japón | 2009        |
| Mito HollyHock   | Japón | 2010 - 2011 |
| Tokyo Verdy      | Japón | 2012 - 2013 |
| Yokohama FC      | Japón | 2014 - 2015 |
| JEF United Chiba | Japón | 2016 - 2017 |
| Ehime FC         | Japón | 2018        |
| Tokyo Verdy      | Japón | 2019 - 2024 |
| Criacao Shinjuku | Japón | 2024 - act. |

## Estadística de carrera

### J. League
| Club             | Año   | J. League | J. League | Copa J. League | Copa J. League | Total | Total |
| Club             | Año   | Part.     | Goles     | Part.          | Goles          | Part. | Goles |
| ---------------- | ----- | --------- | --------- | -------------- | -------------- | ----- | ----- |
| Urawa Reds       | 2006  | 0         | 0         | 0              | 0              | 0     | 0     |
| Urawa Reds       | 2007  | 4         | 0         | 0              | 0              | 4     | 0     |
| Urawa Reds       | 2008  | 0         | 0         | 0              | 0              | 0     | 0     |
| Thespa Kusatsu   | 2009  | 49        | 6         | -              | -              | 49    | 6     |
| Mito HollyHock   | 2010  | 31        | 2         | -              | -              | 31    | 2     |
| Mito HollyHock   | 2011  | 36        | 4         | -              | -              | 36    | 4     |
| Tokyo Verdy      | 2012  | 23        | 3         | -              | -              | 23    | 3     |
| Tokyo Verdy      | 2013  | 36        | 5         | -              | -              | 36    | 5     |
| Yokohama FC      | 2014  | 36        | 4         | -              | -              | 36    | 4     |
| Yokohama FC      | 2015  | 41        | 5         | -              | -              | 41    | 5     |
| JEF United Chiba | 2016  | 9         | 0         | -              | -              | 9     | 0     |
| JEF United Chiba | 2017  | 0         | 0         | -              | -              | 0     | 0     |
| Ehime FC         | 2017  | 32        | 0         | -              | -              | 32    | 0     |
| Total            | Total | 297       | 29        | 0              | 0              | 297   | 29    |